# リッチフィールド (コネチカット州)
リッチフィールド（英: Litchfield）は、アメリカ合衆国コネチカット州の北西部、リッチフィールド郡東部のリッチフィールドヒルズにある町である。人口は8,466人（2010年）。1960年に郡政府が廃止されるまで、リッチフィールド郡の郡庁所在地だった。町内にバンタムとリッチフィールドの各ボロがある。さらにイーストリッチフィールド、ミルトン、ノースフィールドという3つの未編入ビレッジもある。

## 歴史
リッチフィールドの町は1719年に設立され、1751年に郡庁所在地に指定され、1790年代までに、コネチカット州北西部の商業、社会、法の中心となっていた。その人口は1756年時点で1,366人、1774年時点で2,544人と推移し、1810年には4,639人と州内では第4位の町になっていた。
1784年から、リッチフィールドの弁護士タッピング・リーブが若い学生のためにその法学の講義をシステム化し、リッチフィールド法学校を創設した。リーブは全ての学生が同じ知識体系にアクセスできるように、一連の形式に乗り、定期的な講義を開発した第一人者だった。この法学校に入学した学生のリストには、アメリカ合衆国副大統領にもなったアーロン・バーやジョン・カルフーンがいた。アメリカ合衆国下院議員101人、同上院議員28人、内閣の閣僚6人、アメリカ合衆国最高裁判所判事3人、州知事14人、州の最高裁判所判事13人が出た。この法学校はアメリカ合衆国初の法学校だった。
サラ・ピアースのリッチフィールド女子アカデミーは1792年に設立され、アメリカ合衆国で最初期の女子教育機関となった。
ライマン・ビーチャーは1810年から1826年までリッチフィールドの長老派教会の牧師を務めた人物であり、その子供たちとして、ハリエット・ビーチャー・ストウ、チャールズ・ビーチャー、エドワード・ビーチャー、イザベラ・ビーチャー・フッカー、キャサリン・ビーチャーは全てリッチフィールドで育った。
リッチフィールドの「ゴールデンエイジ」（1784年-1834年）、異常に多い大学出の住民が居た。1791年、リッチフィールド法学校の学生だったサミュエル・マイルス・ホプキンスが、その日記の中でリッチフィールドのことを「厳しく、活動的で、読書し、思考し、知的な人々が、この世で最も素晴らしい町のパターンとして提示した可能性のある」町だと記述していた。
リッチフィールドの運命は19世紀後半に衰退していった。町は効率的な工業を作り上げるために必要な水と鉄道輸送を多量に得られなかったので、眠るような田舎になっていった。19世紀後半にリゾート地として再発見され、休暇、週末、夏を過ごす人気あるスポットとなった。町はコロニアル復活運動が起き、20世紀初期までに多くの家が今日見られるような白いペンキと黒いシャッターを備えるようになった。

## 地理
リッチフィールドはトリントンの南西に位置し、バンタム湖の一部が町内に入っている。アメリカ合衆国国勢調査局に拠れば、町域全面積は56.8平方マイル (147.1 km2)であり、このうち陸地56.1平方マイル (145.2 km2)、水域は0.7平方マイル (1.9 km2)で水域率は1.3%である。
ニューヨーク市のセントラル・パークから約95マイル (153 km)、ハドソン川バレーからは約50マイル (80 km)、また最寄りの海岸、ロングアイランド湾からは約40マイル (64 km) にある。

### 主要な地区
- バンタム（ボロ）
- イーストリッチフィールド（未編入ビレッジ）
- リッチフィールド（ボロ、町の中心）
- ミルトン（未編入ビレッジ）
- ノースフィールド（未編入ビレッジ）

## 人口動態
| リッチフィールドの人口推移 |       |
| 1830                       | 4,456 |
| 1840                       | 4,038 |
| 1850                       | 3,953 |
| 1860                       | 3,200 |
| 1870                       | 3,113 |
| 1880                       | 3,410 |
| 1890                       | 3,304 |
| 1900                       | 3,214 |
| 1910                       | 3,005 |
| 1920                       | 3,180 |
| 1930                       | 3,574 |
| 1940                       | 4,029 |
| 1950                       | 4,964 |
| 1960                       | 6,264 |
| 1970                       | 7,399 |
| 1980                       | 7,605 |
| 1990                       | 8,365 |
| 2000                       | 8,316 |
| 2010                       | 8,466 |

以下は2000年国勢調査による人口統計データである。
| 基礎データ - 人口: 8,316 人 - 世帯数: 3,310 世帯 - 家族数: 2,303 家族 - 人口密度: 57.3人/km2（148.4 人/mi2） - 住居数: 3,629 軒 - 住居密度: 25.0軒/km2（64.7 軒/mi2） 人種別人口構成 - 白人: 96.99% - アフリカン・アメリカン: 0.75% - ネイティブ・アメリカン: 0.23% - アジア人: 0.47% - 太平洋諸島系: 0.01% - その他の人種: 0.46% - 混血: 1.09% - ヒスパニック・ラテン系: 1.56% 年齢別人口構成 - 18歳未満: 25.2% - 18-24歳: 3.6% - 25-44歳: 25.6% - 45-64歳: 28.6% - 65歳以上: 17.0% - 年齢の中央値: 43歳 - 性比（女性100人あたり男性の人口） - 総人口: 92.5 - 18歳以上: 90.3 | 世帯と家族（対世帯数） - 18歳未満の子供がいる: 31.2% - 結婚・同居している夫婦: 59.9% - 未婚・離婚・死別女性が世帯主: 7.2% - 非家族世帯: 30.4% - 単身世帯: 26.5% - 65歳以上の老人1人暮らし: 13.2% - 平均構成人数 - 世帯: 2.45人 - 家族: 2.98人 収入と家計 - 収入の中央値 - 世帯: 58,418米ドル - 家族: 70,594米ドル - 性別 - 男性: 50,284米ドル - 女性: 31,787米ドル - 人口1人あたり収入: 30,096米ドル - 貧困線以下 - 対人口: 4.0% - 対家族数: 2.8% - 18歳未満: 2.6% - 65歳以上: 5.2% |

## 政治
| 2005年10月25日時点の時点での登録有権者と政党支持の構成 | 2005年10月25日時点の時点での登録有権者と政党支持の構成 | 2005年10月25日時点の時点での登録有権者と政党支持の構成 | 2005年10月25日時点の時点での登録有権者と政党支持の構成 | 2005年10月25日時点の時点での登録有権者と政党支持の構成 | 2005年10月25日時点の時点での登録有権者と政党支持の構成 |
| 政党                                                   | 活性有権者                                             | 非活性有権者                                           | 有権者合計                                             | 構成比                                                 |                                                        |
| ------------------------------------------------------ | ------------------------------------------------------ | ------------------------------------------------------ | ------------------------------------------------------ | ------------------------------------------------------ | ------------------------------------------------------ |
| 共和党                                                 | 2,044                                                  | 90                                                     | 2,134                                                  | 33.59%                                                 |                                                        |
| 民主党                                                 | 1,384                                                  | 67                                                     | 1,451                                                  | 22.84%                                                 |                                                        |
| 無党派                                                 | 2,596                                                  | 165                                                    | 2,761                                                  | 43.45%                                                 |                                                        |
| 少数政党                                               | 8                                                      | 0                                                      | 8                                                      | 0.13%                                                  |                                                        |
| 合計                                                   | 6,032                                                  | 322                                                    | 6,354                                                  | 100%                                                   |                                                        |

## 交通
コネチカット州道202号線がバンタムからリッチフィールド中心を結び、トリントンに至る東西方向の幹線道である。州道63号線は町の中心を通る南北方向道である。州道8号線がハーウィントン町との境を走っている。町の中心からは州道118号線でアクセスできる。ノースウェスタン・コネチカット交通地区がトリントン市とを結ぶバスの定期便を運行している。シポーグバレー鉄道が1872年にリッチフィールドをターミナルに開通したが、旅客列車は1930年に廃止となり、貨物便も1948年に止まった。

## 著名な出身者
- イーサン・アレン、独立戦争時の軍人、バーモント共和国樹立に貢献した
- ハリエット・ビーチャー・ストウ、著作家、『アンクルトムの小屋』が著名
- マデレイン・レングル、作家、ジュブナイル小説で知られる[13]
- チャールズ・B・マクベイ3世、太平洋戦争時のアメリカ海軍の軍人、リッチフィールドで自殺した
- ポール・ウィンター、ジャズ、サックス奏者
- オリヴァー・ウォルコット・シニア、アメリカ独立宣言署名者、コネチカット州知事
- オリヴァー・ウォルコット・ジュニア、アメリカ合衆国財務長官、コネチカット州知事[14]

## アメリカ合衆国国家歴史登録財

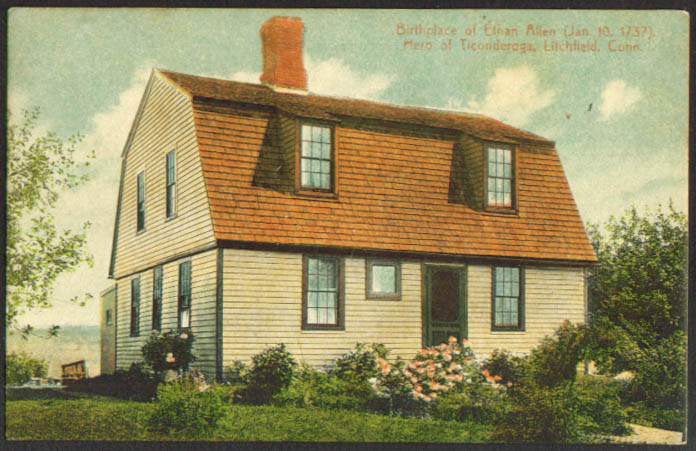
市内にあるイーサン・アレン生家

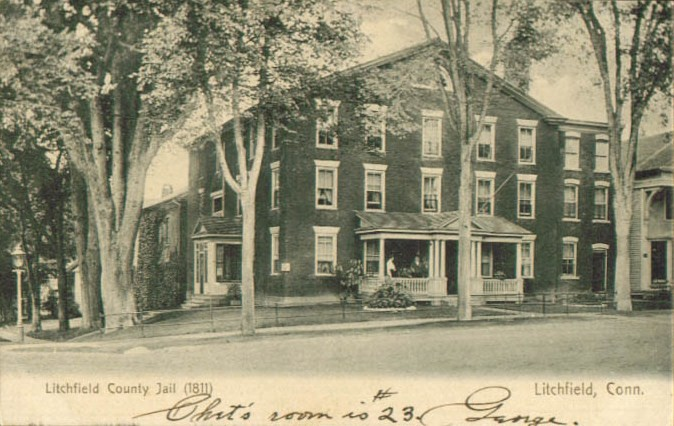
リッチフィールド郡監獄、1907年

- ウィリアム・ブル船長酒場 — 州道202号線沿い、1983年7月30日登録
- ヘンリー・B・ビッセル邸 — メイプル通り202、1990年10月7日登録
- J・ハワード・カトリン邸 — ナイフショップ道路14、1993年9月6日登録、後に解体
- リッチフィールド歴史地区 — ノース通りとサウス通りの両側、ギャローズ・レーンとプロスペクト通りの間、1968年12月24日登録
- ミルトン歴史地区、1978年3月14日登録
- ノースフィールド・ナイフ・カンパニー跡地、1997年5月8日登録
- オリバー・ウォルコット邸 — サウス通り、1971年12月11日登録
- ライ・ハウス — オールド・マウント・トム道路122-132、2000年9月10日登録
- タッピング・リーブ邸とロースクール — サウス通り、1966年11月15日登録
- トップスミード — チェイス道路25 と 46、1993年12月19日登録